# نفر كا رع الثالث
نفر كا رع الثالث، (بالإنجليزية: Neferkare III)‏، أو نفر كا رع نيبي، (بالإنجليزية: Neferkare Neby)‏. هو ملك فرعوني من ملوك الأسرة المصرية الثامنة أو التاسعة في عصر الدولة القديمة في الفترة الانتقالية الأولى (2181-2055 قبل الميلاد). وفقا لعالم المصريات يورغن فون وداريل بيكر.

## شاهد القبر
أن اسم نفر كا رع الثالث هو مقروء بوضوح على أبيدوس الملوك فهو يحتل في القائمة (رقم 43)، وخلافا لمعظم ملوك هذه الفترة، وبشهادتين من مصادر أخرى معاصرة. في الواقع، يظهر اسم نفر كا رع الثالث على باب قبر انخي سنن بيبي الثاني، والتي نقشت على التابوت أيضا لها. وتظهر هذه الشهادات أن والدة نفر كا رع الثالث كانت على ما يبدو الملكة انخي سنن بيبي الثاني، والتي من شأنها أن تجعل والده بيبي الثاني، الفرعون العظيم الأخير من ملوك المملكة القديمة في مصر. وتقول الشهادات والسجلات التي سجلت أسم نفر كا رع الثالث ابتدأت من بناء هرم الخاص به في سقارة واسمه DD-NH NFR-k3-R nbjj، والذي يعني هو نفر كا رع ". موقع الهرم غير معروف، وأنه على الأرجح أبدا جهد كبير في مرحلة البناء.

## قائمة ملوك الأسرة التاسعة
| الاسم            | ملاحظات                                              |
| ---------------- | ---------------------------------------------------- |
| خيتي الأول       | أول فرعون تولى عرش الأسرة المصرية التاسعة            |
| مري كا رع        | الملك مري كا رع الأول - 2075–2040 ق.م                |
| نفر كا رع الثالث | أو (نفر كا رع نيبي) - يحتل رقم (43) في قائمة أبيدوس. |
| سيتوت            | أو (سينن) - 2160 و 2130 ق.م                          |
| خيتي الثالث      | -                                                    |

## مقالات ذات صلة
- الأسرة المصرية التاسعة
- قدماء المصريين
- قائمة الفراعنة